# José Belvino do Nascimento
José Belvino do Nascimento (* 29. Dezember 1932 in Mercês; † 8. Januar 2019) war ein brasilianischer Geistlicher und römisch-katholischer Bischof von Divinópolis.

## Leben
José Belvino do Nascimento empfing am 2. Dezember 1956 die Priesterweihe.
Papst Johannes Paul II. ernannte ihn am 27. Juni 1981 zum Bischof von Itumbiara. Der Erzbischof von Mariana, Oscar de Oliveira, spendete ihm am 29. September desselben Jahres die Bischofsweihe; Mitkonsekratoren waren José de Lima, Bischof von Sete Lagoas, und Hélio Gonçalves Heleno, Bischof von Caratinga.
Am 6. Februar 1987 wurde er zum Koadjutorbischof von Divinópolis ernannt. Mit dem Rücktritt José Costa Campos’ am 27. Februar 1989 folgte er ihm als Bischof von Divinópolis nach und wurde am 5. April desselben Jahres in das Amt eingeführt. Am 11. Februar 2009 nahm Papst Benedikt XVI. seinen altersbedingten Rücktritt an.